# 毛角萼翠雀花
毛角萼翠雀花（学名：Delphinium ceratophorum var. hirsutum）为毛茛科翠雀属下的一个变种。

## 扩展阅读
- 維基物種上的相關：毛角萼翠雀花